# Mačvanski upravni okrug
Mačvanski upravni okrug (ćirilično: Мачвански управни округ) se nalazi u zapadnom dijelu Republike Srbije. 

## Općine
Mačvanski upravni okrug sastoji se od osam općina unutar kojih se nalazi 228 naselja.
Općine su:
- Bogatić
- Šabac
- Loznica
- Vladimirci
- Koceljeva
- Mali Zvornik
- Krupanj
- Ljubovija

## Stanovništvo
Prema podacima iz 2002. godine, stanovništvo čine:
- Srbi = 317 658 (96.37%)
- Romi = 3 235 (0.98%)
- Muslimani = 1 859 (0.56%)
- ostali.

## Spomenici
U blizini Šapca su znameniti spomenici, posvećeni poznatim događajima iz povijesti srpskog naroda:
- Spomenik Karađorđu i srpskim junacima iz Prvog srpskog ustanka i muzej Mišarske bitke (na Mišaru)
- ostaci starog grada na obali Save, Novo Selo (mjesto gdje je bio dvorac kralja Milutina)
- Kosanin grad, srednjovjekovna utvrda na Ceru.

## Vanjske poveznice
- Općina Šabac
- Općina Loznica  Arhivirana inačica izvorne stranice od 25. travnja 2009. (Wayback Machine)